# 1795 au théâtre
| Années du théâtre : 1792 - 1793 - 1794 - 1795 - 1796 - 1797 - 1798    |
| Décennies du théâtre : 1760 - 1770 - 1780 - 1790 - 1800 - 1810 - 1820 |

## Événements
- 27 janvier : le Théâtre de Monsieur au 19 rue Feydeau à Paris, prend le nom de Théâtre français de la rue Feydeau à Paris et accueille la troupe des Comédiens-Français du théâtre de la Nation (Odéon)[1].

## Pièces de théâtre représentées
- 21 mars : Edwy and Elgiva, tragédie en vers de Frances Burney, Londres, théâtre de Drury Lane, avec Charles Kemble et Sarah Siddons dans les rôles-titre ; la pièce n'a qu'une seule représentation[2].
- 2 avril : Vortigern and Rowena, au théâtre de Drury Lane, pièce de William Henry Ireland présentée comme une tragédie inédite de Shakespeare.

- Helena, ou les Miquelets, opéra en 2 actes, Paris, Jacques-Antoine de Révéroni Saint-Cyr.

## Naissances
- 13 janvier : Félix-Auguste Duvert, dramaturge et vaudevilliste français, mort le 19 octobre 1876.
- 10 juin : Prosper Goubaux, pédagogue et auteur dramatique français, mort le 31 juillet 1859.
- 22 juin : Amable de Saint-Hilaire, auteur dramatique français, mort vers 1865.
- 22 septembre : Hippolyte Lévesque, un auteur dramatique français, mort le 27 juillet 1864.

## Décès
- 10 avril : Johan Henric Kellgren, poète, critique littéraire et dramaturge suédois, né le 1er décembre 1751.
- 5 mai (assassiné lors de la Terreur blanche) : Antoine Dorfeuille, comédien, dramaturge et révolutionnaire français, né le 1er décembre 1754.
- 1er juillet : Claude Godard d'Aucour, dramaturge et librettiste français, né le 16 décembre 1716.
- 3 octobre : Antoine de Léris, historien du théâtre et polygraphe français, auteur du Dictionnaire portatif, historique & littéraire des théâtres, né le 8 février 1723.